# Рабы Микеланджело
«Рабы» (итал. prigioni — пленники) — знаменитые скульптуры, созданные прославленным мастером Микеланджело Буонарроти, хранящиеся в различных музеях Европы. Были предназначены для неосуществлённого проекта гробницы папы Юлия II в соборе Святого Петра в Ватикане. Макет незавершённого надгробия смонтирован в 1545 году в правом трансепте римской церкви Сан-Пьетро-ин-Винколи («Святого Петра в веригах»).

## История скульптур
Папа римский Юлий II скончался 21 февраля 1513 года в возрасте 69 лет от лихорадки и был похоронен в соборе Святого Петра. Его останки, вместе с прахом его дяди Сикста IV, позднее были осквернены во время разграбления Рима в 1527 году. Ныне они покоятся в Соборе Святого Петра в передней части памятника папе Клименту X. Церкви «Святого Петра в веригах» на Эсквилине покровительствовала семья Делла Ровере, из которой происходил папа Юлий, в ней он служил титулярным кардиналом. Поэтому именно в этой церкви, в её правом трансепте, в 1545 году решили разместить часть скульптур несостоявшегося надгробия.
| 2-й вариант проекта гробницы | Макет гробницы |
| ---------------------------- | -------------- |
|                              |                |

Проект надгробия Юлия II претерпел несколько вариантов (достоверно известно пять). В соответствии с первым и вторым вариантами проекта снаружи со всех сторон гробницу должны были окружать около сорока статуй. «Согласно идеям неоплатонической философии они были призваны символизировать восхождение человеческой души к небу. Статуи нижнего яруса воплощали триумф апостольской церкви над язычниками и еретиками». По свидетельству Асканио Кондиви, ученика и помощника Микеланджело, скованные фигуры «пленников» (итал. prigioni) — ныне они именуются «рабами» — должны были олицетворять свободные искусства. Компактностью силуэта эти статуи подчёркивали вертикальные пилястры, к которым они прислонялись спиной. В двух боковых нишах первого яруса предполагалось разместить статуи Побед, а в средней части —дверь, ведущую внутрь, в погребальную камеру, оформленную в виде капеллы. Второй ярус композиции воплощал идею торжества учения — Ветхого и Нового Завета. На переднем и заднем фасадах второго яруса Микеланджело предполагал установить фигуры пророка Моисея, Святого апостола Павла и две аллегорические статуи: «Жизнь деятельная» (направленная на процветание и прославление церкви) и «Жизнь созерцательная» (устремлённая к постижению Божественной истины и к духовному самосовершенствованию). Эти аллегории олицетворяли ветхозаветные персонажи Лия и Рахиль (в последующих, упрощённых вариантах эти статуи художник перенёс на первый ярус). Под руководством Микеланджело работало много помощников, в том числе Доменико Фанчелли, Раффаелло да Монтелупо и Томмазо Босколи.
В 1513—1516 годах Микеланджело создавал фигуры двух «Пленников (Рабов)» — Восставший раб и Умирающий раб, и скульптуру Моисея. Рабы не вошли в окончательный вариант гробницы, и скульптор в 1546 году подарил две статуи Роберто Строцци, барону ди Коллальто, известному флорентийскому политику, в благодарность за оказанное гостеприимство, а тот преподнёс их французскому королю Франциску I. С 1578 года они хранились в замке Экуан, после этого — в замке Пуату у кардинала Ришельё, где ими восхищался Дж. Л. Бернини. В 1793 году скульптуры были выставлены на продажу, но сняты как национальное достояние и поступили в музей Лувра.
Ещё четыре незаконченные статуи хранятся во Флоренции. Они остались во флорентийской мастерской Микеланджело, в 1564 году Леонардо, племянник мастера, подарил их великому герцогу Козимо I; скульптуры находились в гроте в садах Боболи, а в 1909 году их перенесли в Галерею Академии во Флоренции.

## «Рабы»
| Восставший (скованный) раб | Умирающий раб | Юный раб                    | Бородатый раб               | Атлас                       | Пробуждающийся раб          |
| -------------------------- | ------------- | --------------------------- | --------------------------- | --------------------------- | --------------------------- |
|                            |               |                             |                             |                             |                             |
| Лувр, Париж                | Лувр, Париж   | Галерея Академии, Флоренция | Галерея Академии, Флоренция | Галерея Академии, Флоренция | Галерея Академии, Флоренция |

## Художественный образ и стиль
Двух рабов из Лувра, самых знаменитых, условно называют одного «Восставшим», другого — «Умирающим». Истинное значение фигур не вполне ясно. По утверждению Вазари: «Пленники эти означали области, покоренные этим папой и подчиненные апостольской церкви; другие же разнообразные статуи, также связанные, — олицетворяли все добродетели и хитроумные искусства, изображенные там потому, что и они были подчинены смерти и не в меньшей степени, чем сам первосвященник, который столь успешно им покровительствовал».
Исследователи, например Р. Виттковер, Ш. де Тольнай, Г. Тоде, видели в этих необычайных фигурах «пластическое воплощение архитектонических сил», «закона жизни», олицетворения психологических типов, «воплощение мировой боли».
Немецкий литературовед и историк искусства Г. Ф. Гримм назвал тела «Рабов» «роскошным панцирем, который покидает душа». Статуи также считают противопоставлением двух темпераментов: прекрасного и сильного юноши, пытающегося разорвать путы, и другого, обессиленного и смиряющегося. В «Восставшем рабе» находили олицетворение архитектуры, а в «Умирающем» — живописи, так как у ног фигуры имеется незавершенное изображение обезьяны, традиционного символа подражания природе, согласно крылатому латинскому выражению: Ars simia naturae — «Искусство — обезьяна (в смысле подражание) природы».
Еще один «раб» хранится в Каза-Буонарроти — Доме-Музее Буонарроти во Флоренции, но принадлежность его творчеству Микеланджело оспаривается.
Последние фигуры, возможно, относятся к последнему, пятому по счёту проекту гробницы 1532—1534 годов. Предполагается также, что Микеланджело намеревался их завершить, но в процессе работы их «якобы случайная незавершённость», выраженная в активном взаимодействии объёма с массой каменного блока, с ещё не удалёнными остатками мраморной глыбы, могла навести скульптора на новые идеи и он оставил эти скульптуры в стадии «нон-финита» (итал. non finita — незаконченные), о чём свидетельствуют дальнейшие поиски Микеланджело в этом направлении в поздних произведениях, например в «Пьета Палестрины» и «Пьета Ронданини». Характерный приём «углублённого контура» в статуях «Атласа» и «Пробуждающегося раба», создающего впечатление «vibrato» (усиления) взаимодействия объёма и пространства, воздуха, света вокруг статуи, демонстрирует нарождающиеся идеи стиля барокко, у истоков которого стоял «поздний Микеланджело».